# Gouvernement de l'Algérie
Le Gouvernement de la République algérienne constitue la seconde tête d'un pouvoir exécutif bicéphale. Organe collégial hiérarchisé, il détermine et conduit la politique de l'Algérie. Il dispose de l'administration et de la force armée.
Les membres du Gouvernement sont nommés par le président de la République et sont placés sous l'autorité politique du Premier ministre, chef du gouvernement.

## Histoire
Le premier gouvernement provisoire algérien a officiellement annoncé sa formation au Caire le 19 septembre 1958 ; il avait été constitué pour la mise en œuvre des décisions du Conseil national de la Révolution algérienne, lors de la réunion au Caire du 22 au 28 août 1958, en complément des institutions de la révolution, pour reconstruire l’État algérien moderne.

## Organisation

### Conseil des ministres
Le président de la République préside le Conseil des ministres.
Certains actes sont obligatoirement signés en Conseil des ministres, comme les ordonnances, certains décrets, certaines nominations.

### Comités interministériels
Les comités interministériels réunissent plusieurs membres du Gouvernement.
Certains de ces comités ont été créés par un acte réglementaire sur des sujets transverses, et siègent régulièrement.

### Budget
Le Gouvernement présente au Parlement chaque année une loi de finances, qui définit le budget de toutes les administrations de l'État.

### Secrétariat général du Gouvernement
Le secrétariat général du Gouvernement est une institution qui assure la continuité de l'État.
Placée sous l'autorité du secrétaire général du Gouvernement et relevant de la Présidence de la République, l'institution diffère du cabinet ministériel et l'administration centrale. Il organise les travaux gouvernementaux, et participe à l'élaboration de l'ordre du jour du Conseil des ministres et s'assure de la signature des textes par les autorités compétentes.

### Organisation ministérielle
- Premier ministre
- Ministre de la Défense nationale
- Ministre des Affaires étrangères
- Ministre de l'Intérieur, des Collectivités locales et de l'Aménagement du territoire
- Ministre de la Justice
- Ministre des Finances
- Ministre de l'Énergie
- Ministre des Moudjahidines.
- Ministre des Affaires religieuses et des Wakfs
- Ministre de l'Éducation nationale
- Ministre de l'Enseignement supérieur et de la Recherche scientifique
- Ministre de la Formation et de l'Éducation professionnelles
- Ministre de la Culture
- Ministre de la Poste, des Télécommunications, des Technologies et de la Numérisation
- Ministre de la Jeunesse et des Sports
- Ministre de la Solidarité nationale, de la Famille et de la Femme.
- Ministre de l'Industrie et des Mines
- Ministre de l'Agriculture, du Développement rural et de la Pêche.
- Ministre de l'Habitat, de l'Urbanisme et de la Ville
- Ministre du Commerce
- Ministre de la Communication
- Ministre des Travaux publics et des Transports.
- Ministre des Ressources en eau
- Ministre du Tourisme et de l'Artisanat
- Ministre de la Santé, de la Population et de la Réforme hospitalière.
- Ministre du Travail, de l'Emploi et de la Sécurité sociale
- Ministre des Relations avec le Parlement
- Ministre de l'Environnement et des Énergies renouvelables
- Ministère de la Pêche et des Productions halieutiques

## Nomination et démission du Gouvernement
Le président de la République nomme le Premier ministre. Sur la proposition du Premier ministre, il nomme les autres membres du Gouvernement et met fin à leurs fonctions. Les ministres sont désignés en fonction des administrations qu'ils sont amenés à diriger, les ministères, leur regroupement et leur nom pouvant varier d'un gouvernement à un autre. Leur nombre est variable en fonction des gouvernements et des besoins.
Selon la Constitution, le président de la République met fin aux fonctions du Premier ministre sur la présentation par celui-ci de la démission de son gouvernement.
Habituellement, le Gouvernement démissionne après une élection présidentielle et des élections législatives.

## Membres du Gouvernement

### Composition
Ses membres sont nommés par le président de la République sur proposition du Premier ministre dans un ordre protocolaire précisé par le décret de nomination du Gouvernement :
- le Premier ministre : il est chef du Gouvernement, nommé par le président de la République ; lorsque le président nomme le Premier ministre, ce dernier lui propose une liste de ministres que le président peut accepter ou refuser, et sont ainsi nommés aux fonctions ministérielles ;
- les ministres d'État : titre honorifique pouvant être accordé à certains ministres et qui les place immédiatement après le Premier ministre dans l'ordre protocolaire. Ils peuvent organiser des réunions interministérielles. Par tradition, il leur est également permis de prendre la parole lors du Conseil des ministres pour donner leur avis sur un domaine non rattaché à leur portefeuille ministériel, il n'y a plus de ministres d'État sans portefeuille.
- les ministres : ils dirigent et organisent les départements ministériels et signent des circulaires, arrêtés et décrets et sont membres de droit du Conseil des ministres ;
- les ministres délégués : rattachés à un ministre, ils reçoivent délégation de certaines compétences ; ils ne peuvent signer d'arrêtés[réf. souhaitée] ;
- les secrétaires d'État : au dernier échelon de la hiérarchie ministérielle (sauf en cas d'existence de haut-commissariat), ils sont rattachés à un ministre ou au Premier ministre, mais n'y sont pas juridiquement soumis ;
- les hauts commissaires

Les ministres et ministres délégués participent de droit au Conseil des ministres, à la différence des secrétaires d'État et hauts commissaires qui n'y participent que sur invitation.

#### Premier ministre
Le Premier ministre se trouve à la tête du Gouvernement, il y est nommé par le président de la République.
Le Premier ministre dirige l'action du Gouvernement. Il assure l'exécution des lois.
Il peut, à titre exceptionnel, le suppléer pour la présidence d'un Conseil des ministres en vertu d'une délégation[réf. nécessaire].

#### Ministres
Les ministres sont les membres du Gouvernement et se trouvent sous l'autorité politique (et non administrative) du Premier ministre.

### Fin de fonctions
La démission du Gouvernement, la démission du ministre ou sa révocation mettent fin à ses fonctions.
Un ministre peut démissionner pour raisons personnelles ou pour éviter une révocation formelle.
La révocation est prononcée de façon discrétionnaire par le président de la République sur proposition du Premier ministre.
L'intérim doit être assuré en cas d'incapacité provisoire.

## Gouvernement actuel
| Image | Fonction | Nom                     | Parti       |
| ----- | --- | ----------------------- | ----------- |
|       | Président de la République Ministre de la Défense nationale                                                          | Abdelmadjid Tebboune    | FLN         |
|       | Premier ministre | Nadir Larbaoui          | Indépendant |
|       | Ministre délégué auprès du ministre de la Défense nationale                                                          | Saïd Chengriha          |             |
|       | Ministre d’État Ministre des Affaires étrangères, de la Communauté nationale à l’étranger et des Affaires africaines | Ahmed Attaf             |             |
|       | Ministre d’État Ministre de l'Énergie, des Mines et des Énergies renouvelables                                       | Mohamed Arkab           |             |
|       | Ministre de l'Intérieur, des Collectivités locales et de l'Aménagement du territoire                                 | Brahim Merad            |             |
|       | Ministre de la Justice, garde des Sceaux                                                                             | Lotfi Boudjemaa         |             |
|       | Ministre des Finances                                                                                                | Laaziz Fayed            |             |
|       | Ministre des Moudjahidine                                                                                            | Laïd Rebigua            |             |
|       | Ministre des Affaires religieuses et des Wakfs                                                                       | Youcef Belmehdi         |             |
|       | Ministre de l'Éducation nationale                                                                                    | Mohamed Seghir Saadaoui |             |
|       | Ministre de l'Enseignement supérieur et de la Recherche scientifique                                                 | Kamel Baddari           |             |
|       | Ministre de la Formation et de l’Enseignement professionnels                                                         | Yacine Oualid           |             |
|       | Ministre de la Culture et des Arts                                                                                   | Zouheir Bellalou        |             |
|       | Ministre de la Jeunesse Chargé du Conseil suprême de la jeunesse                                                     | Mustafa Hidaoui         |             |
|       | Ministre des Sports                                                                                                  | Walid Sadi              |             |
|       | Ministre de la Poste et des Télécommunications                                                                       | Sid Ali Zerrouki        |             |
|       | Ministre de la Solidarité nationale, de la Famille et de la Condition de la femme                                    | Soraya Mouloudji        |             |
|       | Ministre de l'Industrie                                                                                              | Seifi Gharib            |             |
|       | Ministre de l'Agriculture, du Développement rural et de la Pêche                                                     | Youcef Cherfa           |             |
|       | Ministre de l'Habitat, de l’Urbanisme et de la Ville                                                                 | Tarek Belarbi           |             |
|       | Ministre du Commerce intérieur et de la Régulation du marché national                                                | Tayeb Zitouni           | RND         |
|       | Ministre du Commerce extérieur et de la Promotion des exportations                                                   | Mohamed Boukhari        |             |
|       | Ministre de la Communication                                                                                         | Mohamed Meziane         |             |
|       | Ministre des Travaux publics                                                                                         | Lakhdar Rekhroukh       |             |
|       | Ministre des Ressources en eau                                                                                       | Taha Derbal             |             |
|       | Ministre des Transports                                                                                              | Saïd Sayoud             |             |
|       | Ministre du Tourisme                                                                                                 | Houria Meddahi          |             |
|       | Ministre de la Santé                                                                                                 | Abdelhak Saihi          |             |
|       | Ministre du Travail, de l'Emploi et de la Sécurité sociale                                                           | Fayçal Bentaleb         |             |
|       | Ministres des Relations avec le Parlement                                                                            | Kaouthar Krikou         |             |
|       | Ministre de l'Environnement et de la Qualité de la vie                                                               | Nadjiba Djilali         |             |
|       | Ministre de l'Économie de la connaissance, des Start-up et des Micro-entreprises                                     | Noureddine Ouaddah      |             |
|       | Ministre délégué chargé de la Production pharmaceutique                                                              | Fouad Hadji             |             |
|       | Secrétaire d’État chargée des Relations africaines                                                                   | Salma Mansouri          |             |
|       | Secrétaire d'État chargé de la Communauté                                                                            | Sofiane Chaib           |             |
|       | Secrétaire d'État chargée des Mines                                                                                  | Karima Tafer            |             |
|       | Secrétaire d'État chargé des Énergies renouvelables                                                                  | Noureddine Yassa        |             |